# Ladislav Simajchl
Ladislav Simajchl (4. června 1922, Horní Hamry – 5. července 2010, Nové Město na Moravě) byl český římskokatolický kněz, kazatel, spisovatel a editor Společného kancionálu českých a moravských diecézí.

## Život
Vystudoval gymnázium v Německém Brodě (nynějším Havlíčkově Brodě) a po maturitě v roce 1941 vstoupil do brněnského kněžského semináře. V letech 1942 až 1945 byl totálně nasazen v Rakousku (nedaleko koncentračního tábora Mauthausen), kde pracoval na stavbě kanalizace a později jako tlumočník v nemocnici a kde se setkal mimo jiné s Janem Skácelem. Po osvobození dokončil studium teologie a 5. července 1948 přijal v Brně kněžské svěcení.
Jako duchovní působil nejprve v Kloboukách u Brna (do roku 1951 jako kaplan) a od roku 1967 v Brně-Králově Poli. Po nástupu normalizace ho Státní bezpečnost několikrát vyslýchala a následně byl v roce 1973 přeložen do Panských Dubenek. Od roku 1981 byl duchovním správcem ve Fryšavě pod Žákovou horou, kde zůstal bydlet i po svém odchodu do důchodu v roce 2000. V roce 1992 mu papež Jan Pavel II. udělil titul Kaplan Jeho Svatosti s právem užívat titul „monsignor“.